# Phan Thanh Giang
Phan Thanh Giang (sinh ngày 3 tháng 10 năm 1981) là một cựu cầu thủ bóng đá người Việt Nam từng thi đấu cho câu lạc bộ Cà Mau và đội tuyển quốc gia Việt Nam.

## Danh hiệu
Đồng Tâm Long An:
V-League 1: 2005, 2006
Cúp Quốc gia Việt Nam: 2005
Việt Nam:
Giải vô địch bóng đá Đông Nam Á: 2008